# Pterolophia pici
Pterolophia pici là một loài bọ cánh cứng trong họ Cerambycidae.